# ストップ・ロス/戦火の逃亡者
『ストップ・ロス/戦火の逃亡者』（ストップ・ロス/せんかのとうぼうしゃ、Stop-Loss）は、2008年のアメリカ合衆国のドラマ映画。監督はキンバリー・ピアース、出演はライアン・フィリップとアビー・コーニッシュなど。
戦場の兵士不足を補うためにアメリカ政府が兵士の兵役期間を強制的に延長できる制度「ストップ・ロス」を適用され、再びイラクに向かわされることになった青年が脱走兵となりながらも、理不尽な制度に立ち向かう姿を描いた社会派の戦争映画である。
日本では劇場未公開だが、DVDが2008年10月3日に発売された。

## ストーリー
ブランドン (ライアン・フィリップ) は親友で同僚のスティーヴ (チャニング・テイタム) たちと共にイラクの過酷な戦場から故郷のテキサスに帰還した。模範兵として勲章を授与され、英雄として迎えられたブランドンであったが、戦場で受けた深い心の傷から、間近に控えた兵役期間の終了と同時に除隊する決意を固めていた。ところが除隊の日になって「ストップ・ロス」が適用され、再度イラクに行くことを命じられる。猛抗議も空しく強制的に移送されそうになったブランドンは咄嗟に逃亡、脱走兵となってしまう。成り行きからスティーヴの婚約者であり、ブランドンの幼なじみでもあるミシェル (アビー・コーニッシュ) と逃亡することになったブランドンは、ストップ・ロスの解除を求めて面識のある地元出身の上院議員にかけ合おうとするが門前払いされる。

## キャスト
※括弧内は日本語吹替
- ブランドン・キング: ライアン・フィリップ（加瀬康之）
- ミシェル: アビー・コーニッシュ（大坂史子）
- スティーヴ・シュライヴァー: チャニング・テイタム（川島得愛）
- トミー・バージェス: ジョセフ・ゴードン＝レヴィット（川田紳司）
- ブート・ミラー中佐: ティモシー・オリファント（森田順平）
- リコ・ロドリゲス: ヴィクター・ラサック（千葉一伸）
- アイボール: ロブ･ブラウン（英語版）（白熊寛嗣）
- プリーチャー: クエイ・テリー（ふくまつ進紗）
- ショーティ・シュライヴァー: アレックス・フロスト（佐藤雄大）
- ロイ・キング: キアラン・ハインズ（世古陽丸）
- アイダ・キング: リンダ・エモンド
- ジーニー: メイミー・ガマー

## エピソード
ライアン・フィリップが女優のリース・ウィザースプーンと離婚した原因は、本作での共演をきっかけにアビー・コーニッシュと交際を始めたためと言われている。なお、フィリップとコーニッシュの交際は既に終わっている。

## 作品の評価
Rotten Tomatoesによれば、批評家の一致した見解は「あまりに多くの領域をカバーしようとし過ぎているものの、『ストップ・ロス/戦火の逃亡者』は真摯で複雑な作品であり、力強い演技が売りである。」であり、142件の評論のうち高評価は65%にあたる92件で、平均して10点満点中6.30点を得ている。
Metacriticによれば、35件の評論のうち、高評価は20件、賛否混在は13件、低評価は2件で、平均して100点満点中61点を得ている。